# Catops coracinus
Catops coracinus är en skalbaggsart som beskrevs av Kellner 1846. Catops coracinus ingår i släktet Catops, och familjen mycelbaggar. Arten är reproducerande i Sverige.